# Serie B (Italia) 2022-23
La Serie B 2022-23 fue la 91.ª edición de la Serie B, el segundo nivel futbolístico profesional de Italia, desde su creación en 1929.

## Relevos
| Pos. | a Serie A (Italia) 2022-23 |
| ---- | -------------------------- |
| 1.º  | Lecce                      |
| 2.º  | Cremonese                  |
| Pro. | Monza                      |

| Pos. | a Serie B (Italia) 2022-23 |
| ---- | -------------------------- |
| 18.º | Cagliari                   |
| 19.º | Genoa                      |
| 20.º | Venezia                    |

| Pos.       | a Serie B (Italia) 2022-23 |
| ---------- | -------------------------- |
| 1.º (G. A) | Südtirol                   |
| 1.º (G. B) | Modena                     |
| 1.º (G. C) | Bari                       |
| Prom.      | Palermo                    |

| Pos.     | a Serie C (Italia) 2022-23 |
| -------- | -------------------------- |
| Play-off | Vicenza                    |
| 18.º     | Alessandria                |
| 19.º     | Crotone                    |
| 20.º     | Pordenone                  |

## Equipos participantes

### Información de los equipos
| Equipo     | Ciudad            | Estadio                       | Capacidad | Entrenador          | Capitán             |
| ---------- | ----------------- | ----------------------------- | --------- | ------------------- | ------------------- |
| Ascoli     | Ascoli Piceno     | Cino e Lillo Del Duca         | 12 400    | Roberto Breda       | Federico Dionisi    |
| Bari       | Bari              | San Nicola                    | 58 270    | Michele Mignani     | Valerio Di Cesare   |
| Benevento  | Benevento         | Ciro Vigorito                 | 17 554    | Andrea Agostinelli  | Gaetano Letizia     |
| Brescia    | Brescia           | Mario Rigamonti               | 27 592    | Daniele Gastaldello | Dimitri Bisoli      |
| Cagliari   | Cagliari          | Unipol Domus - Sardegna Arena | 16 233    | Claudio Ranieri     | Leonardo Pavoletti  |
| Cittadella | Cittadella        | Piercesare Tombolato          | 7 623     | Edoardo Gorini      | Domenico Frane      |
| Como       | Como              | Giuseppe Sinigaglia           | 13 602    | Moreno Longo        | Alessandro Bellemo  |
| Cosenza    | Cosenza           | San Vito-Gigi Marulla         | 20 987    | William Viali       | Michele Rigioni     |
| Frosinone  | Frosinone         | Benito Stirpe                 | 16 227    | Fabio Grosso        | Fabio Lucioni       |
| Genoa      | Génova            | Luigi Ferraris                | 36 599    | Alberto Gilardino   | Domenico Criscito   |
| Modena     | Modena            | Alberto Braglia               | 21 092    | Attilio Tesser      | Antonio Pergreffi   |
| Palermo    | Palermo           | Renzo Barbera                 | 37 460    | Eugenio Corini      | Matteo Brunori      |
| Parma      | Parma             | Ennio Tardini                 | 22 352    | Fabio Pecchia       | Gianluigi Buffon    |
| Perugia    | Perugia           | Renato Curi                   | 23 625    | Fabrizio Castori    | Aleandro Rosi       |
| Pisa       | Pisa              | Garibaldi – Romeo Anconetani  | 10 000    | Luca D'Angelo       | Alessandro De Vitis |
| Reggina    | Regio de Calabria | Oreste Granillo               | 27 543    | Filippo Inzaghi     | Giuseppe Loiacono   |
| SPAL       | Ferrara           | Paolo Mazza                   | 19 000    | Massimo Oddo        | Lorenzo Dickmann    |
| Südtirol   | Bolzano           | Druso                         | 5 500     | Pierpaolo Bisoli    | Hannes Fink         |
| Ternana    | Terni             | Libero Liberati               | 22 000    | Cristiano Lucarelli | Marino Defendi      |
| Venezia    | Venecia           | Pier Luigi Penzo              | 11 150    | Paolo Vanoli        | Marco Modolo        |

### Cambios de entrenadores
| Equipo    | Entrenador (Jornadas)           | Fecha de vacante         | Tipo de salida     | Posición en la tabla | Entrenador entrante       | Fecha de nombramiento    |
| --------- | ------------------------------- | ------------------------ | ------------------ | -------------------- | ------------------------- | ------------------------ |
| Südtirol  | Leandro Greco INT (1-3)         | 29 de agosto de 2022     | Fin de interinidad | 20°                  | Pierpaolo Bisoli          | 29 de agosto de 2022     |
| Como      | Giacomo Gattuso (1-4)           | 8 de septiembre de 2022  | Ausencia por salud | 18°                  | Massimiliano Guidetti INT | 8 de septiembre de 2022  |
| Pisa      | Rolando Maran (1-6)             | 19 de septiembre de 2022 | Despedido          | 20°                  | Luca D'Angelo             | 19 de septiembre de 2022 |
| Perugia   | Fabrizio Castori (1-6)          | 19 de septiembre de 2022 | Despedido          | 17°                  | Silvio Baldini            | 20 de septiembre de 2022 |
| Como      | Massimiliano Guidetti INT (5-6) | 20 de septiembre de 2022 | Fin de interinidad | 19°                  | Moreno Longo              | 20 de septiembre de 2022 |
| Benevento | Fabio Caserta (1-6)             | 20 de septiembre de 2022 | Despedido          | 12°                  | Fabio Cannavaro           | 21 de septiembre de 2022 |
| SPAL      | Roberto Venturato (1-8)         | 9 de octubre de 2022     | Despedido          | 14°                  | Daniele De Rossi          | 11 de octubre de 2022    |
| Perugia   | Silvio Baldini (7-9)            | 19 de octubre de 2022    | Dimisión           | 20°                  | Fabrizio Castori          | 19 de octubre de 2022    |
| Venezia   | Ivan Javorčić (1-11)            | 31 de octubre de 2022    | Despedido          | 18°                  | Andrea Soncin INT         | 1 de noviembre de 2022   |
| Cosenza   | Davide Dionigi (1-11)           | 31 de octubre de 2022    | Despedido          | 16°                  | William Viali             | 2 de noviembre de 2022   |
| Venezia   | Andrea Soncin INT (12)          | 7 de noviembre de 2022   | Fin de interinidad | 19°                  | Paolo Vanoli              | 7 de noviembre de 2022   |
| Ternana   | Cristiano Lucarelli (1-14)      | 26 de noviembre de 2022  | Despedido          | 7°                   | Aurelio Andreazzoli       | 2 de diciembre de 2022   |
| Genoa     | Alexander Blessin (1-15)        | 6 de diciembre de 2022   | Despedido          | 5°                   | Alberto Gilardino         | 6 de diciembre de 2022   |
| Cagliari  | Fabio Liverani (1-18)           | 20 de diciembre de 2022  | Despedido          | 14°                  | Roberto Muzzi INT         | 20 de diciembre de 2022  |
| Brescia   | Pep Clotet (1-18)               | 21 de diciembre de 2022  | Despedido          | 10°                  | Alfredo Aglietti          | 21 de diciembre de 2022  |
| Cagliari  | Roberto Muzzi INT (19)          | 1 de enero de 2023       | Fin de interinidad | 14°                  | Claudio Ranieri           | 1 de enero de 2023       |
| Brescia   | Alfredo Aglietti (19-20)        | 16 de enero de 2023      | Despedido          | 13°                  | Pep Clotet                | 16 de enero de 2023      |
| Ascoli    | Cristian Bucchi (1-23)          | 4 de febrero de 2023     | Despedido          | 13°                  | Roberto Breda             | 6 de febrero de 2023     |
| Benevento | Fabio Cannavaro (7-23)          | 4 de febrero de 2023     | Despedido          | 19°                  | Roberto Stellone          | 6 de febrero de 2023     |
| Brescia   | Pep Clotet (21-23)              | 6 de febrero de 2023     | Despedido          | 16°                  | Davide Possanzini         | 7 de febrero de 2023     |
| SPAL      | Daniele De Rossi (9-24)         | 14 de febrero de 2023    | Despedido          | 18°                  | Massimo Oddo              | 14 de febrero de 2023    |
| Brescia   | Davide Possanzini (24-25)       | 20 de febrero de 2023    | Despedido          | 19°                  | Daniele Gastaldello       | 20 de febrero de 2023    |
| Ternana   | Aurelio Andreazzoli (15-26)     | 25 de febrero de 2023    | Dimisión           | 11°                  | Cristiano Lucarelli       | 27 de febrero de 2023    |
| Benevento | Roberto Stellone (24-32)        | 10 de abril de 2023      | Dimisión           | 20°                  | Andrea Agostinelli        | 12 de abril de 2023      |

### Equipos por región
| Región histórica o Departamento | N.º | Equipos              |
| ------------------------------- | --- | -------------------- |
| Emilia-Romaña                   | 3   | Modena, Parma y SPAL |
| Calabria                        | 2   | Cosenza y Reggina    |
| Véneto                          | 2   | Cittadella y Venezia |
| Umbría                          | 2   | Perugia y Ternana    |
| Lombardía                       | 2   | Como y Brescia       |
| Apulia                          | 1   | Bari                 |
| Campania                        | 1   | Benevento            |
| Cerdeña                         | 1   | Cagliari             |
| Lacio                           | 1   | Frosinone            |
| Liguria                         | 1   | Genoa                |
| Marcas                          | 1   | Ascoli               |
| Sicilia                         | 1   | Palermo              |
| Toscana                         | 1   | Pisa                 |
| Trentino-Alto Adigio            | 1   | Südtirol             |

## Desarrollo

### Clasificación
| Pos. | Equipo           | Pts. | PJ | G  | E  | P  | GF | GC | Dif. | Clasificación 2023–24                  |
| ---- | ---------------- | ---- | -- | -- | -- | -- | -- | -- | ---- | -------------------------------------- |
| 1    | Frosinone (C, A) | 80   | 38 | 24 | 8  | 6  | 63 | 26 | +37  | Ascenso a la Serie A                   |
| 2    | Genoa (A)        | 73   | 38 | 21 | 11 | 6  | 53 | 28 | +25  | Ascenso a la Serie A                   |
| 3    | Bari             | 65   | 38 | 17 | 14 | 7  | 58 | 37 | +21  | Play-offs (semifinal) para la Serie A  |
| 4    | Parma            | 60   | 38 | 17 | 10 | 11 | 48 | 39 | +9   | Play-offs (semifinal) para la Serie A  |
| 5    | Cagliari (A)     | 60   | 38 | 15 | 15 | 8  | 50 | 34 | +16  | Play-offs (preliminar) para la Serie A |
| 6    | Südtirol         | 58   | 38 | 14 | 16 | 8  | 38 | 34 | +4   | Play-offs (preliminar) para la Serie A |
| 7    | Reggina          | 50   | 38 | 17 | 4  | 17 | 49 | 45 | +4   | Play-offs (preliminar) para la Serie A |
| 8    | Venezia          | 49   | 38 | 13 | 10 | 15 | 51 | 50 | +1   | Play-offs (preliminar) para la Serie A |
| 9    | Palermo          | 49   | 38 | 11 | 16 | 11 | 48 | 49 | −1   |                                        |
| 10   | Modena           | 48   | 38 | 13 | 9  | 16 | 47 | 53 | −6   |                                        |
| 11   | Pisa             | 47   | 38 | 11 | 14 | 13 | 48 | 42 | +6   |                                        |
| 12   | Ascoli           | 47   | 38 | 12 | 11 | 15 | 40 | 47 | −7   |                                        |
| 13   | Como             | 47   | 38 | 10 | 17 | 11 | 47 | 48 | −1   |                                        |
| 14   | Ternana          | 43   | 38 | 11 | 10 | 17 | 37 | 52 | −15  |                                        |
| 15   | Cittadella       | 43   | 38 | 9  | 16 | 13 | 34 | 45 | −11  |                                        |
| 16   | Brescia (D)      | 40   | 38 | 9  | 13 | 16 | 36 | 57 | −21  | Play-offs para la Serie C              |
| 17   | Cosenza          | 40   | 38 | 9  | 13 | 16 | 30 | 53 | −23  | Play-offs para la Serie C              |
| 18   | Perugia (D)      | 39   | 38 | 10 | 9  | 19 | 40 | 52 | −12  | Descenso a la Serie C                  |
| 19   | SPAL (D)         | 38   | 38 | 8  | 14 | 16 | 41 | 51 | −10  | Descenso a la Serie C                  |
| 20   | Benevento (D)    | 35   | 38 | 7  | 14 | 17 | 33 | 49 | −16  | Descenso a la Serie C                  |

Actualizado a los partidos jugados el 19 de mayo de 2023.
 Fuente: Lega Serie B
Notas:
1. ↑  Genoa fue sancionado con la pérdida de 1 punto por decisiones federativas
2. ↑  Parma fue sancionado con la pérdida de 1 punto por decisiones federativas
3. ↑  Reggina fue sancionado con la pérdida de 5 puntos por decisiones federativas

### Evolución de la clasificación
| Equipo     | 01 | 02 | 03 | 04 | 05 | 06 | 07 | 08 | 09 | 10 | 11 | 12 | 13 | 14 | 15 | 16 | 17 | 18 | 19 | 20 | 21 | 22 | 23 | 24 | 25 | 26 | 27 | 28 | 29  | 30  | 31 | 32 | 33 | 34 | 35 | 36 | 37 | 38 |
| ---------- | -- | -- | -- | -- | -- | -- | -- | -- | -- | -- | -- | -- | -- | -- | -- | -- | -- | -- | -- | -- | -- | -- | -- | -- | -- | -- | -- | -- | --- | --- | -- | -- | -- | -- | -- | -- | -- | -- |
| Frosinone  | 8  | 1  | 4  | 2  | 4  | 3  | 6  | 5  | 3  | 1  | 1  | 1  | 1  | 1  | 1  | 1  | 1  | 1  | 1  | 1  | 1  | 1  | 1  | 1  | 1  | 1  | 1  | 1  | 1   | 1   | 1  | 1  | 1  | 1  | 1  | 1  | 1  | 1  |
| Genoa      | 6  | 6  | 2  | 5  | 9  | 5  | 4  | 6  | 5  | 2  | 2  | 3  | 3  | 3  | 5  | 4  | 4  | 4  | 3  | 3  | 3  | 2  | 2  | 2  | 2  | 2  | 2  | 2  | 2   | 2   | 2  | 2  | 2  | 2  | 2  | 2  | 2  | 2  |
| Bari       | 9  | 12 | 7  | 9  | 5  | 4  | 2  | 2  | 4  | 5  | 5  | 5  | 6  | 5  | 3  | 3  | 3  | 3  | 4  | 4  | 4  | 5  | 5  | 3  | 3  | 3  | 3  | 3  | 3   | 4   | 3  | 3  | 3  | 3  | 3  | 3  | 3  | 3  |
| Parma      | 10 | 14 | 8  | 10 | 14 | 8  | 7  | 7  | 6  | 8  | 6  | 6  | 4  | 6  | 4  | 7  | 5  | 6  | 6  | 9  | 7  | 10 | 7  | 8  | 10 | 7  | 8  | 7  | 8   | 9   | 8  | 7  | 6  | 5  | 5  | 6  | 6  | 4  |
| Cagliari   | 11 | 5  | 12 | 7  | 3  | 6  | 9  | 9  | 8  | 10 | 10 | 10 | 10 | 11 | 12 | 12 | 11 | 14 | 11 | 8  | 8  | 6  | 9  | 6  | 6  | 8  | 7  | 8  | 7   | 6   | 5  | 6  | 5  | 6  | 6  | 5  | 5  | 5  |
| Südtirol   | 20 | 20 | 20 | 17 | 15 | 15 | 10 | 10 | 9  | 7  | 9  | 9  | 8  | 8  | 8  | 9  | 9  | 7  | 7  | 6  | 5  | 4  | 4  | 5  | 4  | 5  | 4  | 4  | 4   | 3   | 4  | 4  | 4  | 4  | 4  | 4  | 4  | 6  |
| Reggina    | 1  | 7  | 3  | 1  | 1  | 1  | 1  | 1  | 2  | 4  | 4  | 2  | 2  | 2  | 2  | 2  | 2  | 2  | 2  | 2  | 2  | 3  | 3  | 4  | 5  | 4  | 5  | 6  | 6*  | 7*  | 7  | 5  | 8  | 8  | 8  | 11 | 10 | 7  |
| Venezia    | 15 | 9  | 11 | 14 | 16 | 16 | 13 | 16 | 16 | 17 | 18 | 19 | 19 | 19 | 18 | 18 | 15 | 16 | 17 | 18 | 18 | 19 | 18 | 13 | 15 | 16 | 16 | 16 | 16  | 16  | 14 | 14 | 14 | 14 | 10 | 9  | 7  | 8  |
| Palermo    | 3  | 3  | 9  | 13 | 12 | 14 | 16 | 17 | 17 | 18 | 14 | 13 | 13 | 16 | 14 | 13 | 14 | 11 | 13 | 12 | 11 | 9  | 6  | 10 | 9  | 9  | 9  | 9  | 9   | 8   | 9  | 9  | 10 | 10 | 11 | 7  | 8  | 9  |
| Modena     | 17 | 19 | 15 | 16 | 18 | 18 | 17 | 11 | 10 | 12 | 13 | 15 | 15 | 12 | 10 | 10 | 13 | 13 | 10 | 11 | 10 | 11 | 11 | 9  | 8  | 10 | 11 | 12 | 10  | 12  | 11 | 10 | 9  | 9  | 12 | 12 | 13 | 10 |
| Pisa       | 13 | 15 | 18 | 19 | 20 | 20 | 18 | 18 | 18 | 15 | 15 | 14 | 11 | 10 | 11 | 8  | 8  | 5  | 5  | 5  | 6  | 8  | 10 | 7  | 7  | 6  | 6  | 5  | 5   | 5   | 6  | 8  | 7  | 7  | 7  | 8  | 9  | 11 |
| Ascoli     | 5  | 4  | 1  | 4  | 8  | 11 | 12 | 13 | 11 | 9  | 7  | 7  | 9  | 9  | 9  | 11 | 10 | 9  | 9  | 10 | 12 | 12 | 13 | 12 | 12 | 12 | 10 | 10 | 12  | 13  | 13 | 13 | 12 | 11 | 9  | 10 | 11 | 12 |
| Como       | 12 | 13 | 17 | 18 | 19 | 19 | 20 | 19 | 19 | 19 | 19 | 16 | 18 | 18 | 19 | 19 | 19 | 17 | 15 | 16 | 16 | 13 | 15 | 14 | 16 | 14 | 14 | 13 | 11  | 10  | 12 | 11 | 13 | 13 | 13 | 13 | 12 | 13 |
| Ternana    | 14 | 10 | 16 | 15 | 13 | 7  | 5  | 3  | 1  | 3  | 3  | 4  | 5  | 7  | 7  | 5  | 6  | 8  | 8  | 7  | 9  | 7  | 8  | 11 | 11 | 11 | 12 | 11 | 13  | 11  | 10 | 12 | 11 | 12 | 14 | 14 | 14 | 14 |
| Cittadella | 4  | 8  | 10 | 11 | 6  | 12 | 15 | 15 | 14 | 13 | 12 | 12 | 14 | 13 | 13 | 14 | 16 | 18 | 19 | 17 | 17 | 16 | 12 | 15 | 13 | 13 | 13 | 14 | 14  | 14  | 15 | 15 | 15 | 16 | 15 | 15 | 15 | 15 |
| Brescia    | 2  | 11 | 6  | 3  | 2  | 2  | 3  | 4  | 7  | 6  | 8  | 8  | 7  | 4  | 6  | 6  | 7  | 10 | 12 | 13 | 13 | 14 | 16 | 17 | 19 | 19 | 18 | 19 | 20  | 20  | 20 | 19 | 19 | 18 | 16 | 17 | 17 | 16 |
| Cosenza    | 7  | 2  | 5  | 8  | 11 | 10 | 8  | 8  | 12 | 14 | 16 | 18 | 17 | 17 | 15 | 16 | 18 | 19 | 20 | 20 | 20 | 20 | 20 | 20 | 20 | 20 | 19 | 20 | 18  | 17  | 16 | 16 | 16 | 15 | 17 | 16 | 16 | 17 |
| Perugia    | 19 | 18 | 19 | 20 | 17 | 17 | 19 | 20 | 20 | 20 | 20 | 20 | 20 | 20 | 20 | 20 | 20 | 20 | 18 | 19 | 19 | 18 | 14 | 16 | 14 | 15 | 15 | 15 | 15* | 15* | 17 | 17 | 17 | 17 | 18 | 18 | 18 | 18 |
| SPAL       | 18 | 17 | 14 | 12 | 7  | 9  | 11 | 14 | 13 | 11 | 11 | 11 | 12 | 14 | 16 | 17 | 17 | 15 | 16 | 14 | 14 | 15 | 17 | 18 | 18 | 18 | 20 | 17 | 19  | 19  | 18 | 18 | 18 | 19 | 19 | 19 | 19 | 19 |
| Benevento  | 16 | 16 | 13 | 6  | 10 | 13 | 14 | 12 | 15 | 16 | 17 | 17 | 16 | 15 | 17 | 15 | 12 | 12 | 14 | 15 | 15 | 17 | 19 | 19 | 17 | 17 | 17 | 18 | 17  | 18  | 19 | 20 | 20 | 20 | 20 | 20 | 20 | 20 |

(*) Indica la posición del equipo con un partido pendiente

### Tabla de resultados cruzados
| Local \ Visitante    | ASC | BAR | BEN | BRE | CAG | CIT | COM | COS | FRO | GEN | MOD | PAL | PAR | PER | PIS | REG | SPA | SUD | TER | VEN |
| -------------------- | --- | --- | --- | --- | --- | --- | --- | --- | --- | --- | --- | --- | --- | --- | --- | --- | --- | --- | --- | --- |
| Ascoli Calcio        | —   | 0–1 | 0–0 | 4–3 | 2–1 | 0–0 | 3–3 | 1–1 | 0–1 | 0–0 | 1–2 | 1–2 | 1–3 | 1–0 | 2–1 | 0–1 | 1–1 | 1–0 | 2–1 | 0–1 |
| S. S. C. Bari        | 0–2 | —   | 2–0 | 6–2 | 1–1 | 1–1 | 2–2 | 2–1 | 0–0 | 1–2 | 4–1 | 1–1 | 4–0 | 0–2 | 0–0 | 1–0 | 2–2 | 2–2 | 0–0 | 1–0 |
| Benevento            | 1–1 | 1–1 | —   | 1–0 | 0–2 | 1–0 | 0–0 | 0–1 | 2–1 | 1–2 | 2–1 | 0–1 | 2–2 | 0–2 | 0–0 | 1–2 | 1–3 | 0–2 | 2–3 | 1–2 |
| Brescia              | 1–1 | 0–2 | 1–0 | —   | 1–1 | 1–1 | 0–1 | 2–1 | 1–3 | 0–3 | 0–1 | 1–1 | 0–2 | 2–1 | 1–1 | 0–2 | 2–0 | 2–0 | 1–0 | 1–1 |
| Cagliari             | 4–1 | 0–1 | 1–0 | 2–1 | —   | 2–1 | 2–0 | 2–0 | 0–0 | 0–0 | 1–0 | 2–1 | 1–1 | 3–2 | 1–1 | 1–1 | 2–1 | 1–1 | 2–1 | 1–4 |
| A. S. Cittadella     | 3–0 | 0–3 | 3–1 | 0–0 | 0–0 | —   | 0–0 | 1–1 | 1–0 | 0–1 | 0–0 | 3–3 | 0–1 | 0–2 | 4–3 | 3–2 | 0–0 | 0–2 | 0–2 | 1–1 |
| Como 1907            | 1–1 | 1–1 | 2–1 | 0–1 | 1–1 | 2–0 | —   | 5–1 | 0–2 | 2–2 | 1–0 | 1–1 | 2–0 | 1–0 | 2–2 | 0–1 | 3–3 | 0–2 | 3–1 | 1–0 |
| Cosenza              | 1–3 | 0–1 | 1–1 | 1–1 | 0–1 | 1–1 | 3–1 | —   | 1–2 | 1–2 | 2–1 | 3–2 | 1–0 | 0–0 | 1–0 | 2–1 | 1–0 | 0–0 | 0–0 | 1–1 |
| Frosinone            | 2–0 | 1–0 | 1–0 | 3–0 | 2–2 | 3–0 | 2–0 | 0–1 | —   | 3–2 | 2–1 | 1–0 | 3–4 | 1–0 | 0–0 | 3–1 | 2–0 | 0–0 | 3–0 | 3–0 |
| Genoa C. F. C.       | 2–1 | 4–3 | 0–0 | 1–1 | 0–0 | 0–1 | 1–1 | 4–0 | 1–0 | —   | 1–0 | 2–0 | 3–3 | 2–0 | 0–0 | 1–0 | 3–0 | 2–0 | 1–0 | 1–0 |
| Modena F. C.         | 0–1 | 1–1 | 1–1 | 1–3 | 2–0 | 0–0 | 5–1 | 2–0 | 0–1 | 2–2 | —   | 0–2 | 1–1 | 1–1 | 1–0 | 1–0 | 0–0 | 2–1 | 4–1 | 2–2 |
| Palermo F. C.        | 2–3 | 1–0 | 1–1 | 2–2 | 2–1 | 0–0 | 0–0 | 0–0 | 1–1 | 1–0 | 5–2 | —   | 1–0 | 2–0 | 3–3 | 2–1 | 2–1 | 0–1 | 0–0 | 0–1 |
| Parma Calcio         | 0–1 | 2–2 | 0–1 | 2–0 | 2–1 | 3–1 | 1–0 | 1–0 | 2–1 | 2–0 | 1–2 | 2–1 | —   | 2–0 | 0–1 | 2–0 | 0–1 | 0–0 | 2–3 | 2–1 |
| A. C. Perugia Calcio | 1–0 | 1–3 | 3–2 | 4–0 | 0–5 | 0–2 | 0–0 | 0–0 | 1–1 | 1–0 | 0–1 | 3–3 | 0–0 | —   | 1–3 | 1–3 | 0–0 | 1–2 | 3–0 | 2–1 |
| A. C. Pisa 1909      | 2–0 | 1–2 | 2–0 | 3–0 | 0–0 | 1–2 | 2–2 | 3–1 | 1–3 | 0–1 | 4–2 | 1–1 | 0–0 | 2–1 | —   | 0–1 | 1–2 | 0–1 | 3–1 | 1–1 |
| Reggina 1914         | 1–0 | 0–0 | 2–2 | 1–2 | 0–4 | 3–0 | 2–1 | 3–0 | 0–3 | 2–1 | 2–1 | 3–0 | 0–1 | 2–3 | 0–2 | —   | 0–1 | 4–0 | 2–1 | 1–0 |
| SPAL                 | 1–1 | 3–4 | 1–2 | 2–2 | 1–0 | 2–1 | 1–1 | 5–0 | 0–2 | 0–2 | 2–3 | 1–1 | 0–1 | 1–1 | 0–1 | 1–3 | —   | 1–1 | 1–1 | 2–0 |
| FC Südtirol          | 2–2 | 0–1 | 1–1 | 1–0 | 2–2 | 1–1 | 1–1 | 1–1 | 1–1 | 0–0 | 0–2 | 1–1 | 1–0 | 2–1 | 2–1 | 2–1 | 2–0 | —   | 0–0 | 1–2 |
| Ternana              | 1–0 | 1–0 | 2–2 | 0–0 | 1–0 | 1–2 | 0–3 | 1–1 | 2–3 | 1–2 | 2–1 | 3–0 | 1–1 | 1–0 | 2–1 | 1–0 | 0–0 | 0–1 | —   | 1–4 |
| Venezia F. C.        | 0–1 | 1–2 | 0–2 | 1–1 | 0–0 | 1–1 | 3–2 | 2–0 | 1–3 | 1–2 | 5–0 | 3–2 | 2–2 | 3–2 | 1–1 | 1–2 | 2–1 | 0–1 | 2–1 | —   |

## Play-offs para la Serie A
Play-offs de Ascenso para la Serie A 2023-24.

### Cuadro de desarrollo
|  | Preliminar | Preliminar | Preliminar |          |   | Semifinales | Semifinales | Semifinales | Semifinales | Semifinales |  |   | Final | Final | Final | Final | Final |  |
|  |            |            |            |          |   |             |             |             |             |             |  |   |       |       |       |       |       |  |
|  |            |            |            |          |   |             |             |             |             |             |  |   |       |       |       |       |       |  |
|  |            |            |            |          |   |             |             |             |             |             |  |   |       |       |       |       |       |  |
|  |            |            |            |          |   |             |             |             |             |             |  |   |       |       |       |       |       |  |
|  |            |            |            |          |   |             |             |             |             |             |  |   |       |       |       |       |       |  |
|  |            | 3          | Bari       | 0        | 1 | 1           |             |             |             |             |  |   |       |       |       |       |       |  |
|  |            |            |            | 0        | 1 | 1           |             |             |             |             |  |   |       |       |       |       |       |  |
|  |            |            | 6          | Südtirol | 1 | 0           | 1           |             |             |             |  |   |       |       |       |       |       |  |
|  | 6          | Südtirol   | 6          | Südtirol | 1 | 0           | 1           | 1           |             |             |  |   |       |       |       |       |       |  |
|  | 6          | Südtirol   |            |          |   |             |             |             |             |             |  |   |       |       |       |       |       |  |
|  | 7          | Reggina    | 0          |          |   |             |             |             |             |             |  |   |       |       |       |       |       |  |
|  | 7          | Reggina    | 0          |          |   |             |             |             |             |             |  | 3 | Bari  | 1     | 0     | 1     |       |  |
|  |            |            |            |          |   |             |             |             |             |             |  | 3 | Bari  | 1     | 0     | 1     |       |  |
|  |            |            | 5          | Cagliari | 1 | 1           | 2           |             |             |             |  |   |       |       |       |       |       |  |
|  |            |            | 5          | Cagliari | 1 | 1           | 2           |             |             |             |  |   |       |       |       |       |       |  |
|  |            |            |            |          |   |             |             |             |             |             |  |   |       |       |       |       |       |  |
|  |            |            |            |          |   |             |             |             |             |             |  |   |       |       |       |       |       |  |
|  |            | 4          | Parma      | 2        | 0 | 2           |             |             |             |             |  |   |       |       |       |       |       |  |
|  |            |            |            | 2        | 0 | 2           |             |             |             |             |  |   |       |       |       |       |       |  |
|  |            |            | 5          | Cagliari | 3 | 0           | 3           |             |             |             |  |   |       |       |       |       |       |  |
|  | 5          | Cagliari   | 5          | Cagliari | 3 | 0           | 3           | 2           |             |             |  |   |       |       |       |       |       |  |
|  | 5          | Cagliari   |            |          |   |             |             |             |             |             |  |   |       |       |       |       |       |  |
|  | 8          | Venezia    | 1          |          |   |             |             |             |             |             |  |   |       |       |       |       |       |  |
|  | 8          | Venezia    | 1          |          |   |             |             |             |             |             |  |   |       |       |       |       |       |  |
|  |            |            |            |          |   |             |             |             |             |             |  |   |       |       |       |       |       |  |

### Preliminar
- El horario corresponde al huso horario de verano europeo CEST (UTC+2).

| 26 de mayo de 2023 | Südtirol | 1 – 0   | Reggina       | Estadio Druso, Bolzano                                     |                                                            |
| 20:30              |          | Reporte | Casiraghi 89' | Asistencia: 5 419 espectadores Árbitro(s): Antonio Rapuano | Asistencia: 5 419 espectadores Árbitro(s): Antonio Rapuano |

| 27 de mayo de 2023 | Cagliari          | 2 – 1   | Venezia     | Unipol Domus, Cagliari                                     |                                                            |
| 20:30              | Lapadula 14', 18' | Reporte | Pierini 52' | Asistencia: 16 504 espectadores Árbitro(s): Marco Di Bello | Asistencia: 16 504 espectadores Árbitro(s): Marco Di Bello |

### Semifinales
- El horario corresponde al huso horario de verano europeo CEST (UTC+2).

| Ida; 29 de mayo de 2023 | Südtirol    | 1 – 0   | Bari | Estadio Druso, Bolzano                                      |                                                             |
| 20:30                   | Rover 90+2' | Reporte |      | Asistencia: 5 520 espectadores Árbitro(s): Federico Dionisi | Asistencia: 5 520 espectadores Árbitro(s): Federico Dionisi |

| Vuelta; 2 de junio de 2023                                           | Bari          | 1 – 0 (Global 1 – 1) | Südtirol | Estadio San Nicola, Bari                                 |                                                          |
| 20:30                                                                | Benedetti 70' | Reporte              |          | Asistencia: 51 621 espectadores Árbitro(s): Simone Sozza | Asistencia: 51 621 espectadores Árbitro(s): Simone Sozza |
| Bari avanzó a la Final debido a su posición en la temporada regular. |               |                      |          |                                                          |                                                          |

| Ida; 30 de mayo de 2023 | Cagliari                          | 3 – 2   | Parma                       | Unipol Domus, Cagliari                                     |                                                            |
| 20:30                   | - Luvumbo 68', 89' - Lapadula 85' | Reporte | - Benedyczak 10' - Sohm 26' | Asistencia: 16 110 espectadores Árbitro(s): Andrea Colombo | Asistencia: 16 110 espectadores Árbitro(s): Andrea Colombo |

| Vuelta; 3 de junio de 2023 | Parma | 0 – 0 (Global 2 – 3) | Cagliari | Estadio Ennio Tardini, Parma                               |                                                            |
| 20:30                      |       | Reporte              |          | Asistencia: 17 437 espectadores Árbitro(s): Daniele Orsato | Asistencia: 17 437 espectadores Árbitro(s): Daniele Orsato |

### Final
- El horario corresponde al huso horario de verano europeo CEST (UTC+2).

| Ida; 8 de junio de 2023 | Cagliari    | 1 – 1   | Bari            | Unipol Domus, Cagliari                                       |                                                              |
| 20:30                   | Lapadula 9' | Reporte | Antenucci 90+6' | Asistencia: 16 248 espectadores Árbitro(s): Maurizio Mariani | Asistencia: 16 248 espectadores Árbitro(s): Maurizio Mariani |

| Vuelta; 11 de junio de 2023 | Bari | 0 – 1 (Global 1 – 2) | Cagliari        | Estadio San Nicola, Bari                                |                                                         |
| 20:30                       |      | Reporte              | Pavoletti 90+4' | Asistencia: 58 206 espectadores Árbitro(s): Marco Guida | Asistencia: 58 206 espectadores Árbitro(s): Marco Guida |

## Play-offs para la Serie C
- El horario corresponde al huso horario de verano europeo CEST (UTC+2).

| Ida; 25 de mayo de 2023 | Cosenza   | 1 – 0   | Brescia | Estadio San Vito-Gigi Marulla, Cosenza                         |                                                                |
| 20:30                   | Nasti 70' | Reporte |         | Asistencia: 14 201 espectadores Árbitro(s): Gianluca Aureliano | Asistencia: 14 201 espectadores Árbitro(s): Gianluca Aureliano |

| Vuelta; 1 de junio de 2023 | Brescia    | 0 – 3 (Global 0 – 4) | Cosenza      | Estadio Mario Rigamonti, Brescia                         |                                                          |
| 20:30 | Bisoli 74' | Reporte              | Meroni 90+5' | Asistencia: 15 235 espectadores Árbitro(s): Davide Massa | Asistencia: 15 235 espectadores Árbitro(s): Davide Massa |
| El partido se suspendió en el minuto 90+7 tras el lanzamiento de bombas de humo por parte de la afición del Brescia a falta de un minuto para el final, cuando el partido iba empatado 1 a 1. Alrededor de 30 minutos después de la suspensión, el partido terminó sin reanudarse. |            |                      |              |                                                          |                                                          |

## Goleadores
| Gianluca Lapadula                                    | Cagliari   | 25 | 36 | 0.64 |
| Joel Pohjanpalo                                      | Venezia    | 19 | 37 | 0.51 |
| Matteo Brunori                                       | Palermo    | 17 | 36 | 0.47 |
| Walid Cheddira                                       | Bari       | 17 | 31 | 0.55 |
| Samuele Mulattieri                                   | Frosinone  | 12 | 29 | 0.41 |
| Mirko Antonucci                                      | Cittadella | 11 | 37 | 0.30 |
| Albert Guðmundsson                                   | Genoa      | 11 | 36 | 0.31 |
| Franco Vázquez                                       | Parma      | 11 | 36 | 0.31 |
| Massimo Coda                                         | Genoa      | 10 | 31 | 0.32 |
| Davide Djily Diaw                                    | Modena     | 10 | 29 | 0.34 |
| Actualizado el 21 de mayo de 2023. Fuente: Serie BKT |            |    |    |      |